# 短角异剑水蚤
短角异剑水蚤（学名：Apocyclops royi）为剑水蚤科异剑水蚤属的动物。分布于印度以及中国大陆的广东等地，常见于低盐度的咸淡水中。